# Adri Dietvorst
Adrianus Gerardus Jozef (Adri) Dietvorst (Meppel, 23 maart 1940) is een Nederlands sociaal geograaf en emeritus hoogleraar sociaal-ruimtelijke analyse en recreatie & toerisme aan de Wageningen Universiteit.
In zijn jonge jaren onderzocht Dietvorst een breed gebied van historische geografie, onderontwikkeling, theoretische geografie, geschiedenis van de geografie tot economische geografie. Na 1980 heeft hij zich meer gericht op theoretische geografie en geografie van recreatie en toerisme.

## Levensloop
Dietvorst studeerde sociale geografie en geschiedenis aan de Rijksuniversiteit Groningen, waar hij in 1964 afstudeerde. In 1979 promoveerde hij aan Radboud Universiteit in Nijmegen op een economisch-geografisch onderwerp met het proefschrift Telefoonverkeer en economische structuur in Nederland: een toepassing van de veldtheorie.
Van 1960 tot 1967 was Dietvorst leraar aardrijkskunde en geschiedenis in Groningen. In 1967 begon hij zijn vijfendertigjarige wetenschappelijke carrière als Universitair Docent en later Universitair Hoofddocent aan het Geografisch Instituut van de Radboud Universiteit. In 1988 volgde zijn aanstelling als hoogleraar Recreatie en Toerisme aan de toenmalige Landbouwuniversiteit Wageningen met de inaugurale rede "Complexen en netwerken: hun betekenis voor de toeristisch-recreatieve sector". Tussen 1990 en 2000 werd zijn leeropdracht gewijzigd tot "Sociaal-ruimtelijke analyse". In 2001 nam hij afscheid als hoogleraar Sociaal-ruimtelijke analyse van het landgebruik, met bijzondere aandacht voor recreatie en toerisme met de afscheidsrede "Het toeristisch landschap tussen illusie en werkelijkheid". Hij werd opgevolgd door prof. dr. Jaap Lengkeek.
Van 1988 tot 1997 was hij tevens programmaleider recreatie-onderzoek bij de Dienst Landbouwkundig Onderzoek (DLO-Staring Centrum), en van 1997 tot 2001 directeur van het onderwijsinstituut Omgevingswetenschappen van Wageningen Universiteit, en voorzitter van het Centrum voor Recreatie en Toerisme.

## Werk
De onderzoeksinteresse van Dietvorst is in Nijmegen vanaf 1967 gericht geweest op onder meer historische geografie, onderontwikkeling, theoretische geografie, geschiedenis van de geografie en economische geografie. Na 1980 heeft hij zich meer gericht op theoretische geografie en geografie van recreatie en toerisme, en na de overstap naar Wageningen is hij zich gaan richten op "vraagstukken die samenhangen met ruimtelijke transformaties onder invloed van recreatie en toerisme".

### Netwerkanalyse in de geografie
Netwerkanalyse was in de geografie in de jaren 1960 en 1970 een populair onderwerp. De Britse geograaf Peter Haggett, bekend van de introductie van kwantitatieve methoden en algemene systeemtheorie in de Britse sociale geografie, introduceerde in 1967 een typologie van netwerken. Deze maakt onderscheid in:
- stromen, de netwerken van routes waarlangs mensen, goederen of informatie stromen.
- stroomgebieden, de begrenzing van gebieden waarbinnen deze stromen plaatsvinden.

Volgens Atzema & Boschma (2002) is "het proefschrift van Adri Dietvorst (1979) in de Nederlandse economische geografie een voorbeeld van een studie die de opvatting van netwerken als een patroon van stromen volgt. Hij wist aan de hand van richting en intensiteit van het interlokale telefoonverkeer de positie van steden te bepalen in het regionaal-economische krachtenveld van Nederland. Het proefschrift van Jan Buursink (1971) is een voorbeeld van begrenzing van netwerken, namelijk in de vorm van de afbakening (en hiërarchie) van zgn. nodale regio's: de verzorgingsrayons van centrale plaatsen in Nederland".
De doelstelling van Dietvorsts promotieonderzoek was het testen van de centrale idee van de geografische veldtheorie zoals die door Brian Berry was geponeerd in navolging van de opvattingen van Kurt Lewin over de essentie van het veldbegrip. Berry stelde dat structuur en functie van een ruimtelijk systeem een wederzijdse afhankelijkheid vertonen. Veranderingen in de structuur hebben gevolgen voor de functie en omgekeerd. Structuur is door Dietvorst operationeel gedefinieerd als de elementen van een systeem (plus kenmerken) en functie als de relaties tussen de elementen van het systeem. Dankzij de medewerking van de Centrale Directie van de PTT kon voor de periode 1967-1974 worden beschikt over de unieke verkeersgegevens van de 21 districtstelefooncentrales. Daarmee waren gegevens voor de functieveranderingen in het ruimtelijk systeem Nederland voorhanden. De structuurveranderingen van de 21 telefoondistricten zijn gemeten aan de hand van gegevens over veranderingen in de aard van de werkgelegenheid in dezelfde periode. Vastgesteld kon worden dat communicatie (telefoonverkeer in dit geval) en economische structuur nauw met elkaar samenhangen. De door Berry geformuleerde basisveronderstelling van de veldtheorie was voor de Nederlandse situatie juist gebleken.

### Complexen en netwerken
Bij zijn inaugurele rede "Complexen en netwerken: hun betekenis voor de toeristisch-recreatieve sector" uit 1989 koppelde Dietvorst het begrip "complex" aan "netwerk". Hij stelde hierbij, dat "elementen niet willekeurig in de ruimte gespreid zijn, maar in zekere mate elkaars nabijheid en aanvulling behoeven. De ordening van dit soort complexen kan op verschillende schaalniveaus optreden. De implicatie is dat de organisatie van het aanbod een ander soort samenwerking (netwerkvorming) vergt dan in het traditionele openluchtrecreatiebeleid en ook een minder gefragmenteerde inzet van marktpartijen dan in het toerisme gebruikelijk was".

### Tijd-ruimtegedrag

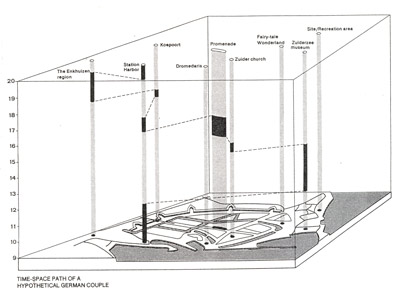
Het tijd-ruimtepad van een echtpaar, dat Enkhuizen verkent.

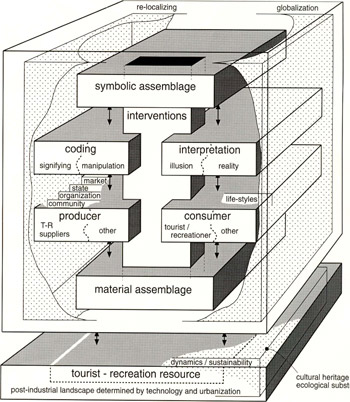
Het transformatiemodel

Het begrip tijd-ruimtegedrag in de sociale geografie is direct verbonden met het werk van de Zweedse geograaf Torsten Hägerstrand. Hij introduceerde aan het einde van de jaren zestig van de 20e eeuw de zogenaamde tijdgeografie. Zijn benadering is in de Nederlandse geografie in een reeks van onderzoeken in de periode 1980-2000 toegepast. Zo heeft Paulus Huigen (1986) gebruikgemaakt van de tijd-ruimtebenadering in de studie naar het bereik van voorzieningen in Zuidwest Friesland. Dietvorst (1994) gebruikte de tijd-ruimtebenadering als uitgangspunt voor een analyse van het gedrag van bezoekers van Enkhuizen en het Zuiderzeemuseum.
Voor dit onderzoek werd een aantal hypothetische tijd-ruimtemodellen ontwikkeld, zie figuur. Daarin wordt het tijd-ruimtepad beschreven van een echtpaar dat per jacht in de haven van Enkhuizen is gearriveerd en daarna de wal op gaat om de stad en het aangrenzende Zuiderzeemuseum te verkennen. De achterliggende vraag in dit onderzoek was na te gaan in hoeverre de verschillende attractiepunten in Enkhuizen elkaar konden versterken. Met tijd-ruimteanalyse kon worden vastgesteld welke hiaten er in het netwerk van relaties aanwezig waren.

### Model van toeristisch-recreatieve transformaties
In 1995 presenteerden Ashworth en Dietvorst een model van toeristisch-recreatieve transformaties (zie figuur). Het model gaat uit van "een toeristisch-recreatieve "resource", die onder meer bestaat uit landschap, stedelijke patronen, cultuur, economisch kapitaal en sociale verbanden. Deze resource wordt omgezet in toeristisch-recreatief product door middel van twee inter-acterende processen: materiële reproductie en symbolische reproductie".
In dit transformatieproces zijn twee verschillende actoren actief:
- De aanbieders of producenten (overheden, particuliere organisaties en ondernemers, maatschappelijke groepen), die als producenten de materiële en symbolische voorzieningen veranderen, om "daarmee inkomsten te verwerven, te voldoen aan maatschappelijke doeleinden of uitdrukking te geven aan lokale belangen van bewoners".[6]
- De recreanten en toeristen, die "als consumenten de betekenissen aangrijpen om hun vrije tijd op te richten, en met het consumptieve gedrag het product mede vormgeven".[6]

Beide vormen van reproductie kunnen worden geïnitieerd door zowel producenten als toeristen, zie verder transformatiemodel.

### Van recreatiekunde naar sociaal-ruimtelijke analyse
De interesse van Dietvorst is, volgens Lengkeek (2001), in de laatste jaren "steeds sterker uitgegaan naar de symbolische reproductieprocessen gericht op de beeldvorming en representatie van het toeristisch landschap".

## Publicaties
Dietvorst publiceerde een groot aantal boeken en artikelen. Een selectie:
- 1971. De Volksrepubliek China. Roermond : Romen. ISBN 90-228-2903-0
- 1979. Telefoonverkeer en economische structuur in Nederland : een toepassing van de veldtheorie, Dissertatie Katholieke Universiteit Nijmegen
- 1984. Algemene sociale geografie : ontwikkelingslijnen en standpunten. Weesp : Romen. ISBN 90-228-8934-3 (met J.A. van Ginkel, A.O. Kouwenhoven, B.C. de Pater en W.J. van den Bremen)
- 1988. Geographical research in the Netherlands 1978-1987 Met F.J.P.M. Kwaad (red.) Amsterdam : Koninklijk Nederlands Aardrijkskundig Genootschap. ISBN 90-6809-074-7
- 1988. De binnenstad: kader van een sociaal perpetuum mobile : een literatuurstudie naar tijdsbesteding en binnenstadsgebruik. Met Myriam Jansen-Verbeke. Amsterdam : Koninklijk Nederlands Aardrijkskundig Genootschap. ISBN 90-6809-071-2
- 1989. Complexen en netwerken: hun betekenis voor de toeristisch-recreatieve sector. Inaugurele rede, Landbouwuniversiteit Wageningen.
- 1991. Wat weten we van recreatie en toerisme? : een beschouwing over kennis en kennishiaten ; met een bibliografie voor de periode 1986-1991. Met R.J.A.P. Spee. 's-Gravenhage : Nationale Raad voor Landbouwkundig Onderzoek. ISBN 90-5059-011-X
- 1995 Tourism and spatial transformations. Implications for policy and planning, CAB International, Wallingford, 1995, 347 pp. (met G.J. Ashworth) ISBN 0 85198 9810 In 2001 Koreaanse editie ISBN 89 7410 148 3
- 1996 Landelijke gebieden en economische ontwikkeling: een netwerkbenadering, Stedebouw en Ruimtelijke Ordening, 1996, 77(2): 39-45 (met H. Hetsen)
- 1996 Landschap: traagheid als vorm van overleven, Noorderbreedte, 20(6a):11-17
- 1997 De tijd-ruimtelijke onteigening van het toeristische landschap, Vrijetijdstudies, 15(2): 5-14
- 1998 Waar zijn de roze olifanten? De natuur als vakantiefolder,in: Fred Feddes, Rik Herngreen, Sjef Jansen, Rob van Leeuwen en Dirk Sijmons (red), Oorden van onthouding. Nieuwe natuur in verstedelijkend Nederland, NVTL, WLO, Nai-uitgevers,  Rotterdam, pp. 127–129
- 1998 Tourist landscapes: accelerating transformations,in: Sheila Scraton (ed), Leisure, time and space: meanings and values in people's lives,LSA Publication 57,Eastbourne, 1998, 13-24
- 2000 Wonen tussen noodzaak en verwondering, Vrijetijdstudies, 18(1): 46-54
- 2001 Het toeristisch landschap tussen illusie en werkelijkheid, Afscheidsrede, Wageningen Universiteit, 2001

- Bibsys: 90879155
- Gemeinsame Normdatei: 172044073
- International Standard Name Identifier: 0000 0001 1612 6255
- Library of Congress Control Number: n88081362
- Nationale Bibliotheek van Israël: 987007605529305171
- Nederlandse Thesaurus van Auteursnamen: 068349815
- Système universitaire de documentation: 15854580X
- Virtual International Authority File: 28618612
- WorldCat: E39PBJdMgKqddyjv7qmffK8t8C